# Сьмілово (Куявсько-Поморське воєводство)
Сьмілово (пол. Śmiłowo) — село в Польщі, у гміні Венцборк Семполенського повіту Куявсько-Поморського воєводства.
Населення — 168 осіб (2011).
У 1975-1998 роках село належало до Бидгощського воєводства.

## Демографія
Демографічна структура станом на 31 березня 2011 року:
|          | Загалом | Допрацездатний вік | Працездатний вік | Постпрацездатний вік |
| -------- | ------- | ------------------ | ---------------- | -------------------- |
| Чоловіки | 81      | 21                 | 58               | 2                    |
| Жінки    | 87      | 21                 | 55               | 11                   |
| Разом    | 168     | 42                 | 113              | 13                   |